# ブルグル

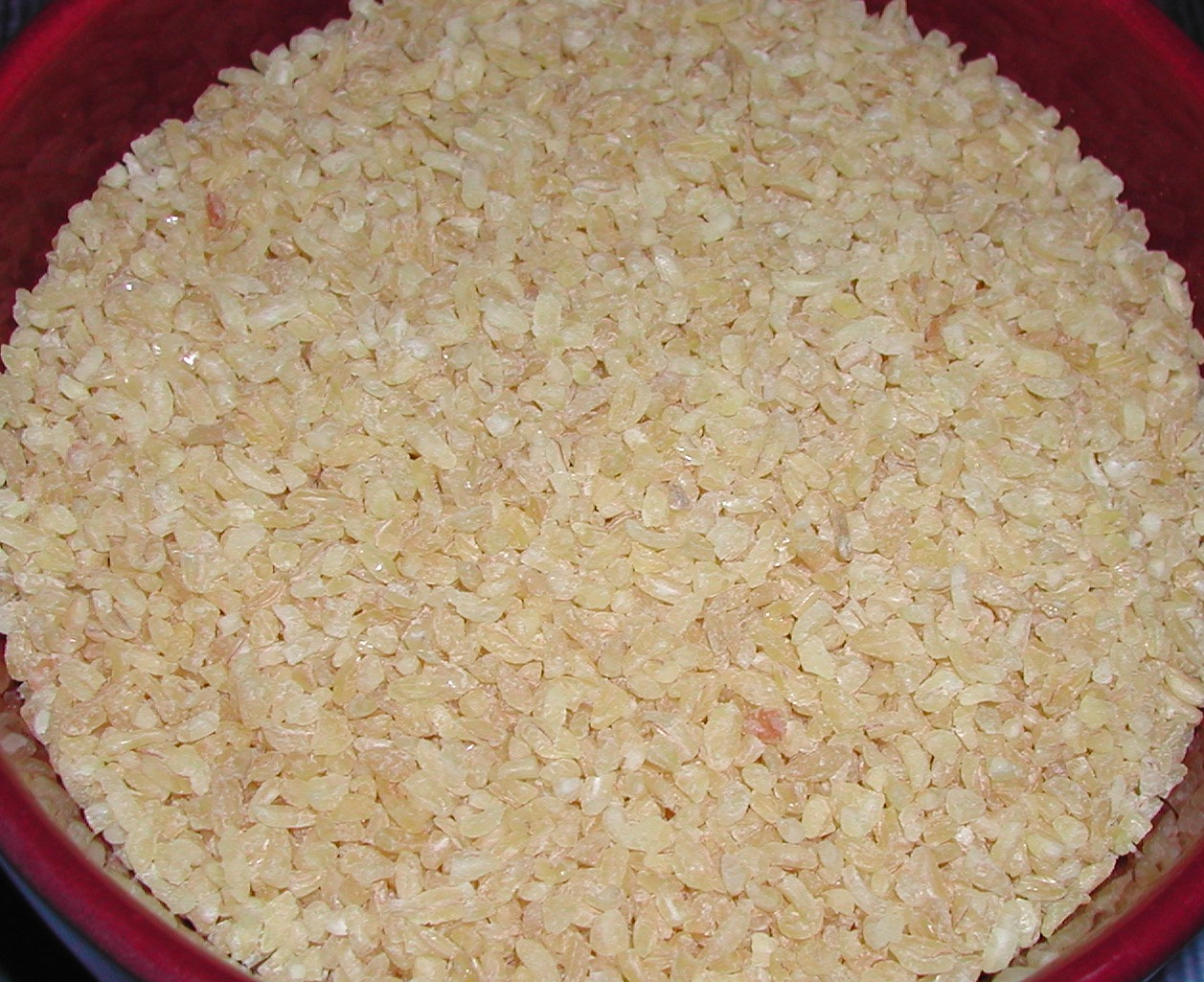
ブルグル

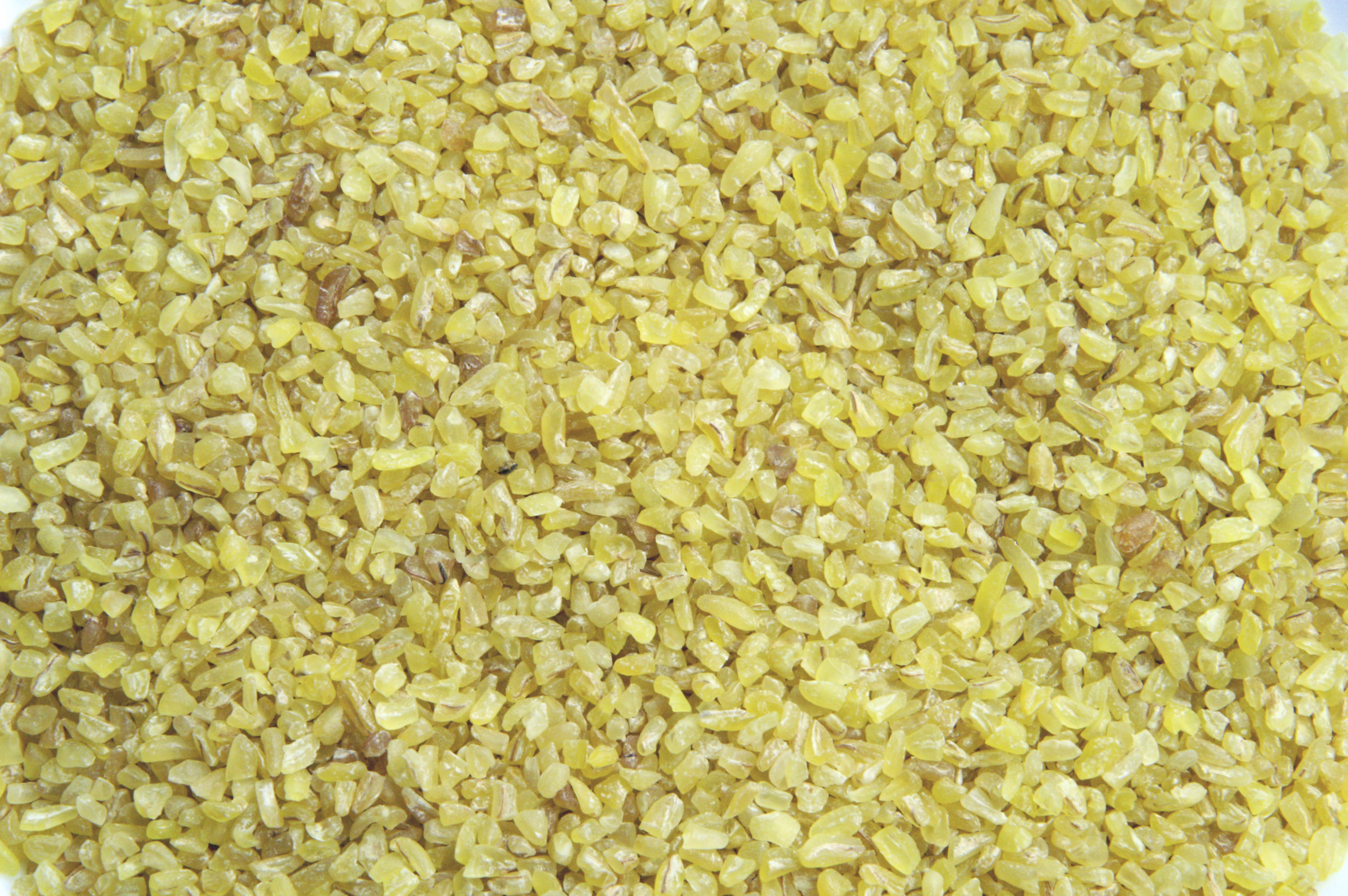
ブルグル。別の例。

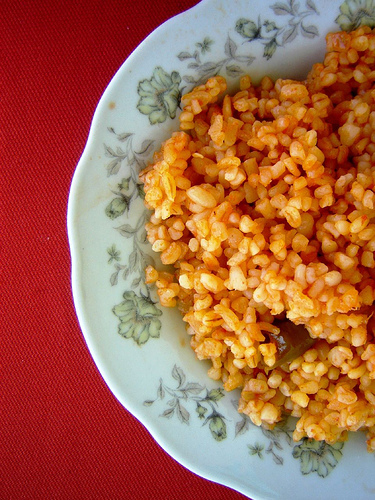
ブルグル料理の例

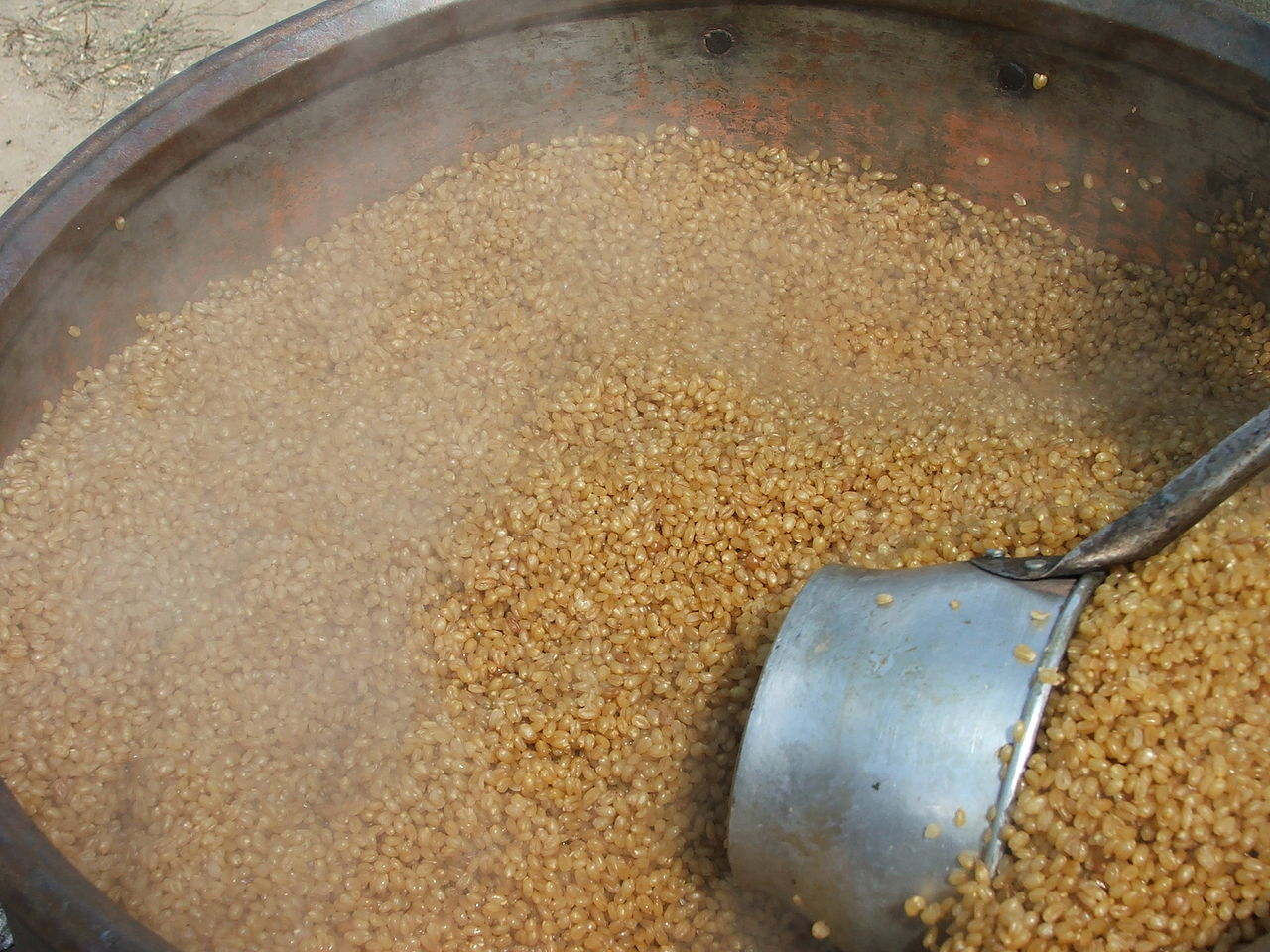
湯通し中のブルグル

ブルグル（トルコ語: bulgur, アラビア語: برغل）は、主にデュラム小麦等の複数の種のコムギの挽きわりから作られる食材である。乾燥挽き割り小麦の一種であり、地中海世界（地中海沿岸域。中東、西アジア、南ヨーロッパ、西ヨーロッパ、アフリカ北部 など）や、インドなどの料理によく用いられる。トルコ語のBulgurまたはアラビア語のبرغل ‎に由来する。粒状のまま調理して食べられる小麦。
各言語での表記は、トルコ語: bulgur、アラビア語: بُرْغُل、クルド語: savar, ساڤار, ソラニー: ساوار, ペルシア語: بلغور, ヘブライ語: בורגול, בֻרְעֻ'ל, רִיפוֹת‎, アルメニア語: Բլղուր,  ヒンディー語: दलिया、フランス語: boulghour）など。 英語の表記は、トルコ語やアラビア語の音をアルファベットの組み合わせで強引に音写したものであり、表記のしかたが多数あり、バラバラである。英語: burghul, bulghur, boulghour, boulgour, boulgoul, boulghoul, bulghul, bulgul, bourghoul, Bulgur wheat。

## 利用
ブルグルは、小麦を湯通しして乾燥したものであり、極少量のふすまを含んでいる。アメリカ合衆国農務省と全粒穀物協会から全粒穀物として認定されている。粗挽き小麦と混同されることがあるが、粗挽き小麦はコムギを粗く挽いて湯通しはしない。
地中海世界やインドなどではきわめて一般的な食材であり、そうした地域の料理の基本食材として使われている。たとえばトルコ料理、中東料理、イスラエル料理、パレスチナ料理、レバノン料理、地中海料理、アルメニア料理、アッシリア料理、クルディスタン料理、シリア料理、等では一般的な材料として頻繁に用いられている。
軽いナッツのような風味を持ち、香ばしい。
トルコでは、細挽きの koftelik bulgur と粗挽きの pilavl?k bulgur は区別されている。アメリカ合衆国では、白小麦から4種類の粒度のものがある。最も質の高いブルグルは粒子の大きさが均一であり、より均質な調理時間、仕上がりとなる。
北インドでは"Dalia"としても知られ、オートミールと小麦から作られる。北インドの小麦消費地域で人気があり、sweet daliaまたはregular daliaとして消費される。
ブルグルは、ピラフ、スープ、パン、ファルス等に用いられる。パンを作る際には、全粒粉に混ぜて用いられる。タブーリやキッビにはメインの材料として用いられる。栄養価が高いため、コメやクスクスの代替として優れている。
トルコでは、粗挽きのブルグルにチキンスープ、炒めた麺、トマト、タマネギ、赤トウガラシ等を加えてピラフが作られる。細挽きのブルグルは、トマトペースト、生のトマト、キュウリ、パセリ、オリーブ油、その他の野菜等を加えてタブーリに似たクスルを作るのに用いられる。酸味を付けるためには、ザクロの糖蜜を加える。様々なメゼ（チーキョフテ、キッビ、花嫁のスープ等）や主食にも細挽きのブルグルが用いられる。さらにヨーグルトにハルーミを加えてタルハナを作る際にも用いられる。キプロスでは、キッビに似た koupes を作るのに用いられる。
サウジアラビアのブルグルは jarish として知られ、ナジュドやアルハサで人気がある。iarishはアラビア語で「ひび割れた」または「荒く挽いた」という意味を表す。サウジアラビアでは古代からブルグル料理が食べられてきた。
インド料理では牛乳や砂糖を添えてシリアルとして食べられる。
アメリカ合衆国では、パスタやコメと同様に付け合せとして用いられる。コメと同じように調理されるためしばしば混同されるが、食感はコメよりもクスクスに近い。
南アメリカの謝肉祭では、ブルグルを花粉とタピオカのシロップとともにパテ状に揚げた料理が作られる。

## 栄養価
通常の白米と比べると、ブルグルにはより多くの食物繊維やタンパク質が含まれる。グリセミック指数が低く、ビタミンやミネラルの含有量が多い。優れた食品である。
グリセミック指数:48

## ギャラリー

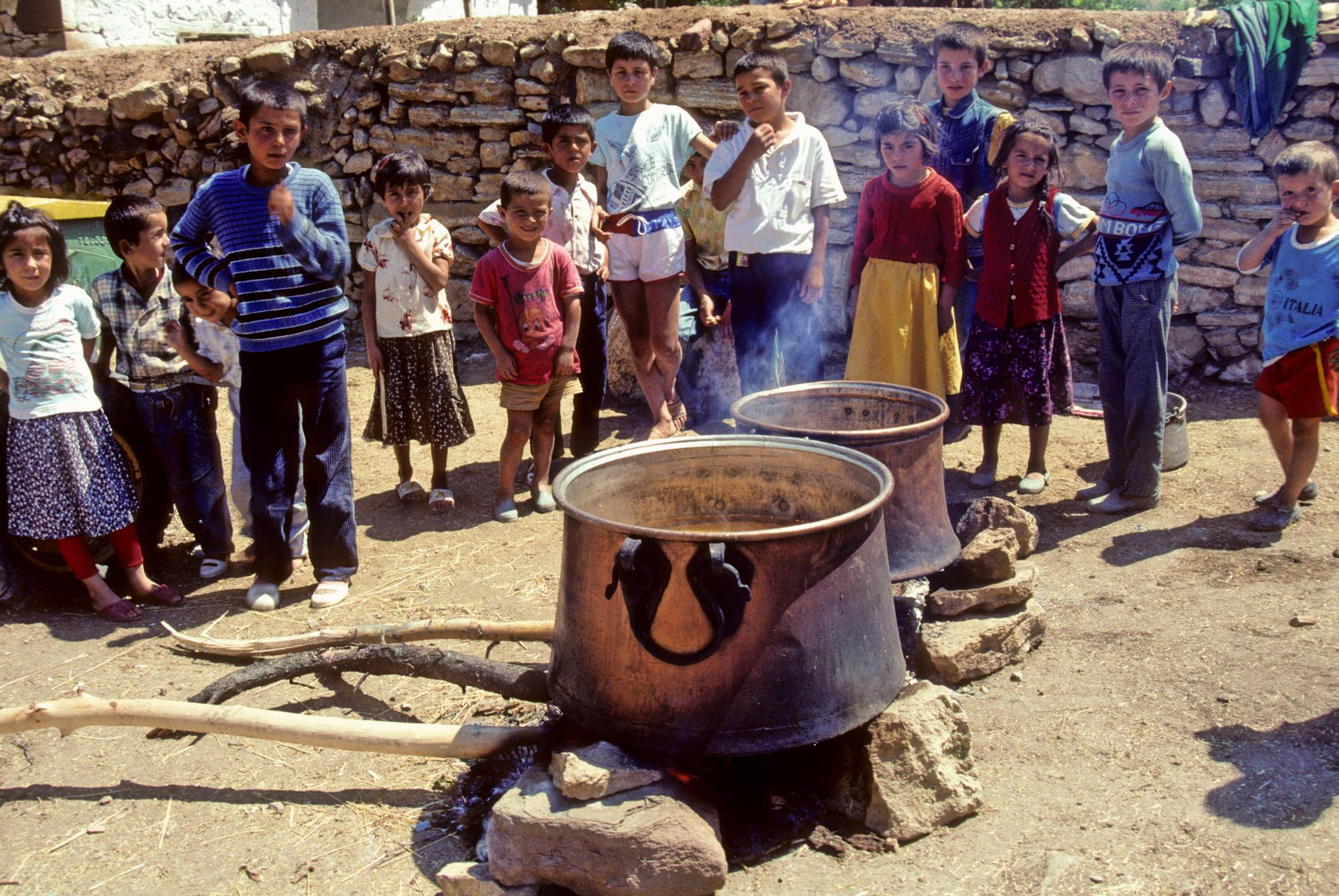
湯通し作業。中央トルコにて
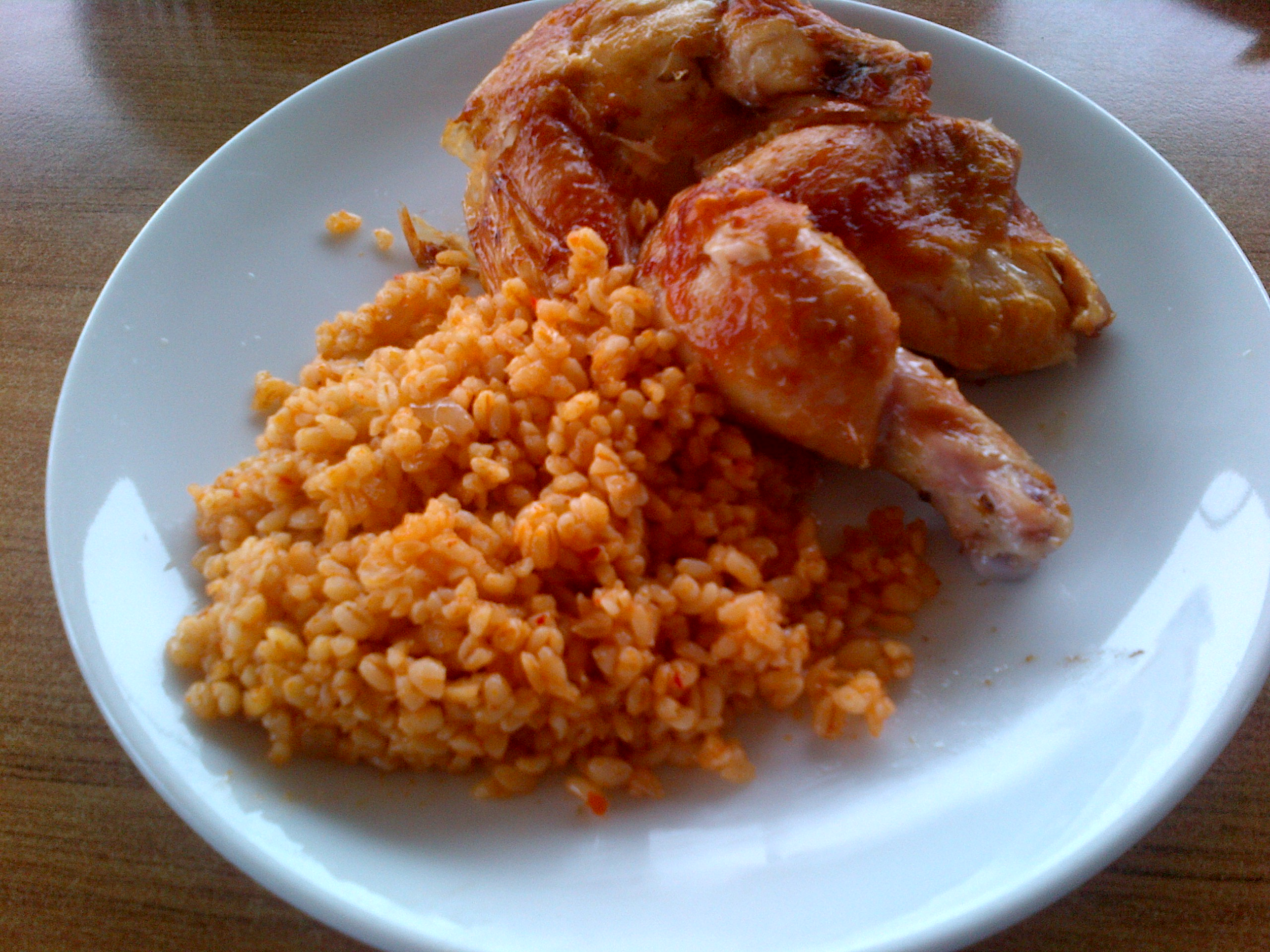
ブルグルとローストチキン（トルコにて）
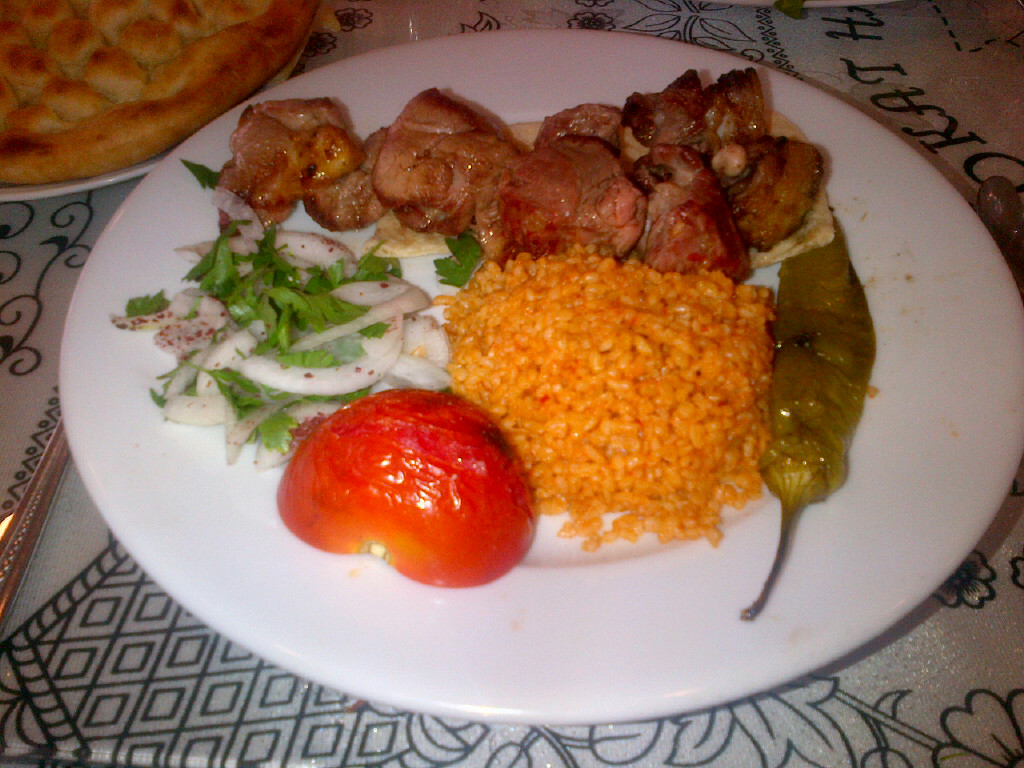
Kuzu（ラム肉のケバブ）とブルグル（トルコ料理）
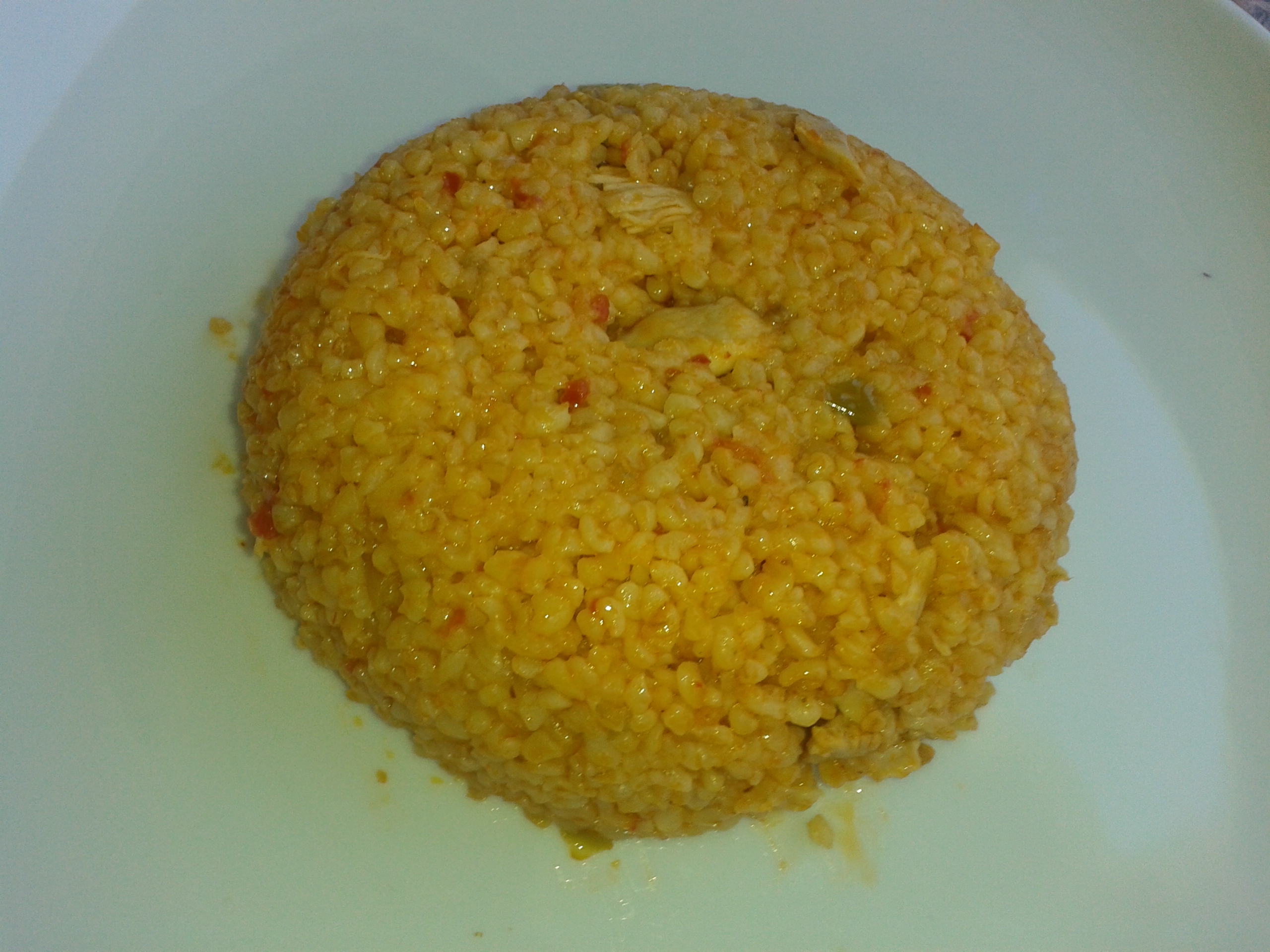
タヴクル・ブルグル
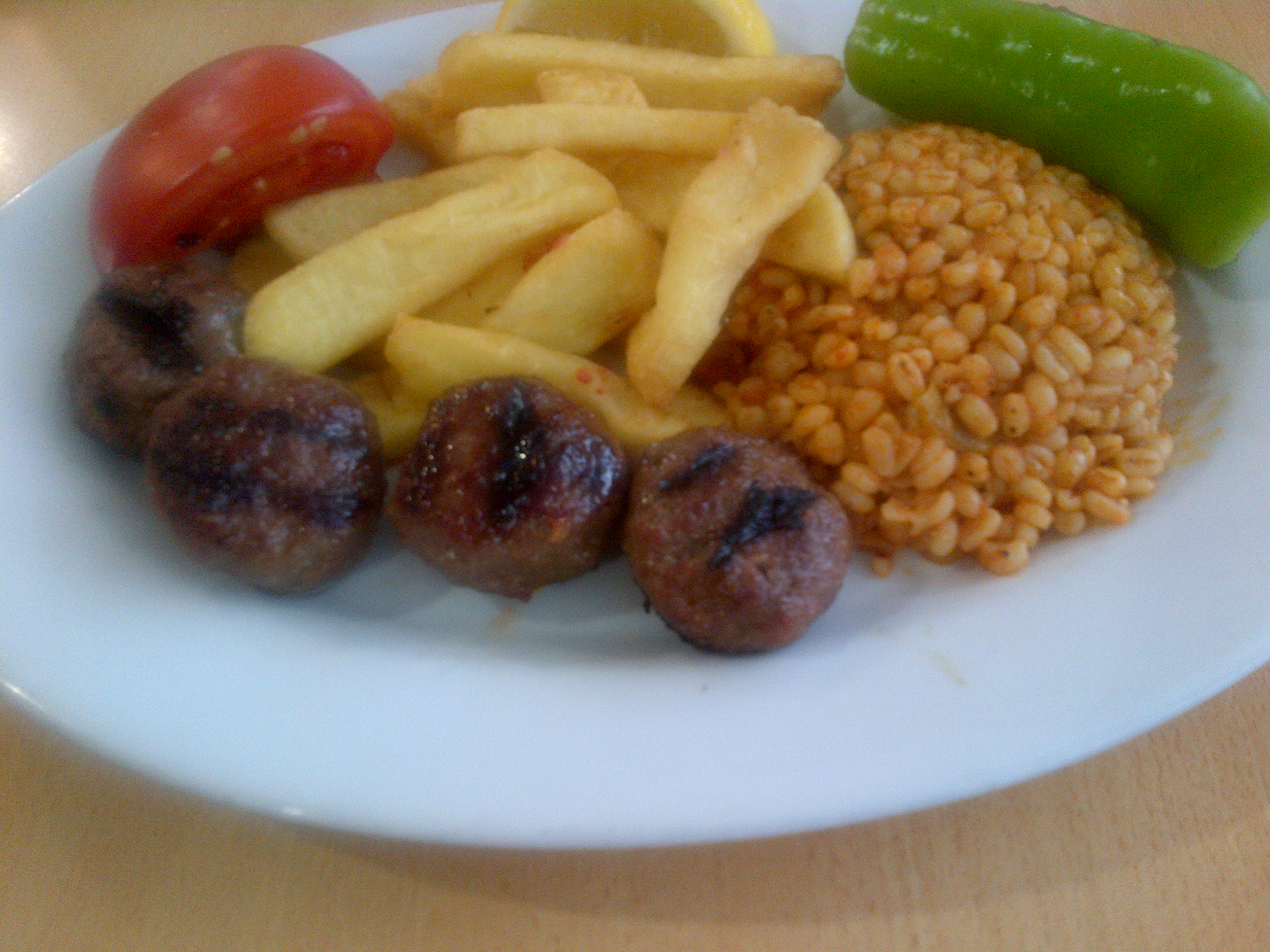
キョフテ（ミートボール）とブルグルとフライドポテトの盛り合わせ
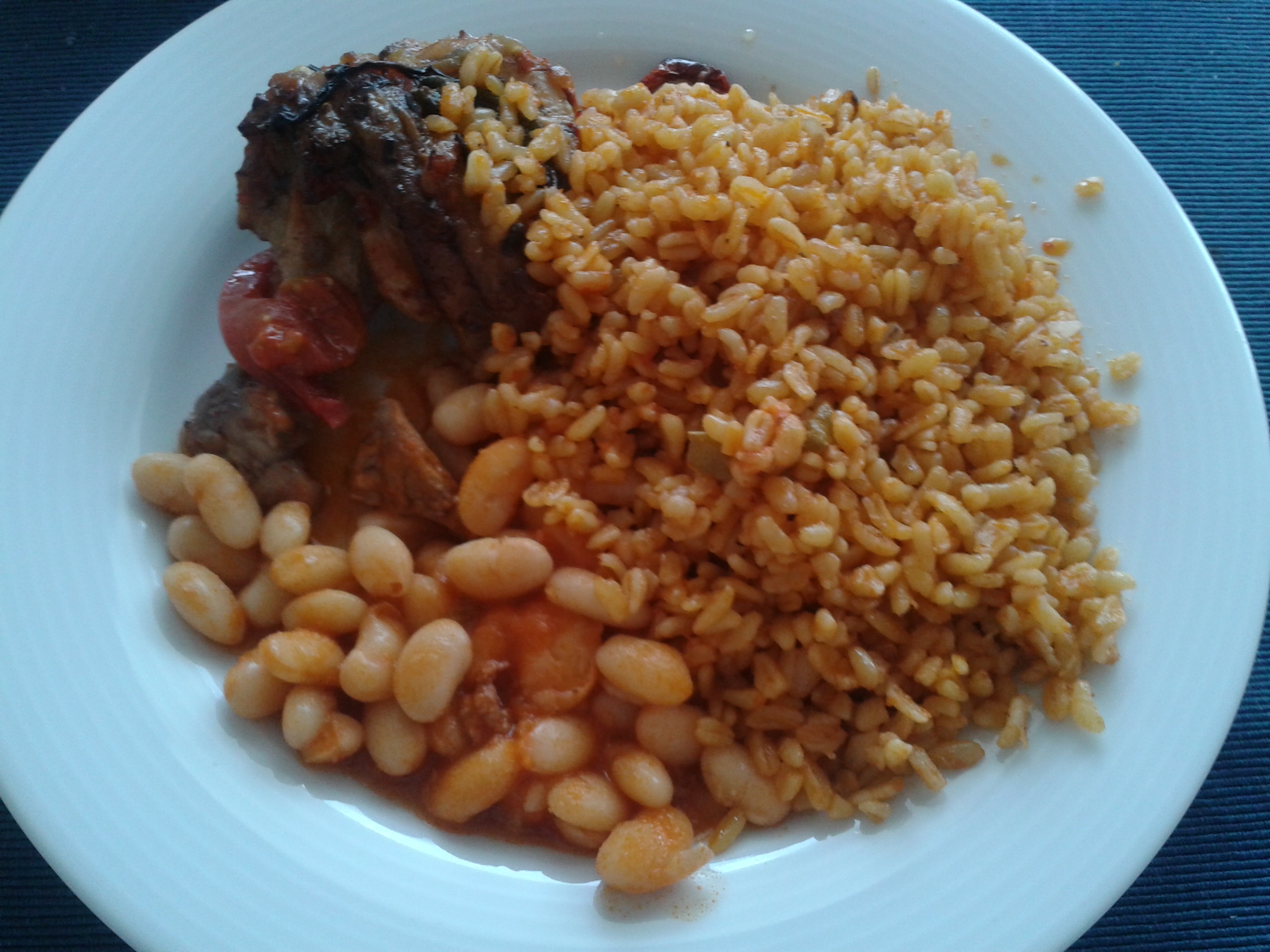
ブルグルと肉と豆類などの盛り合わせ。
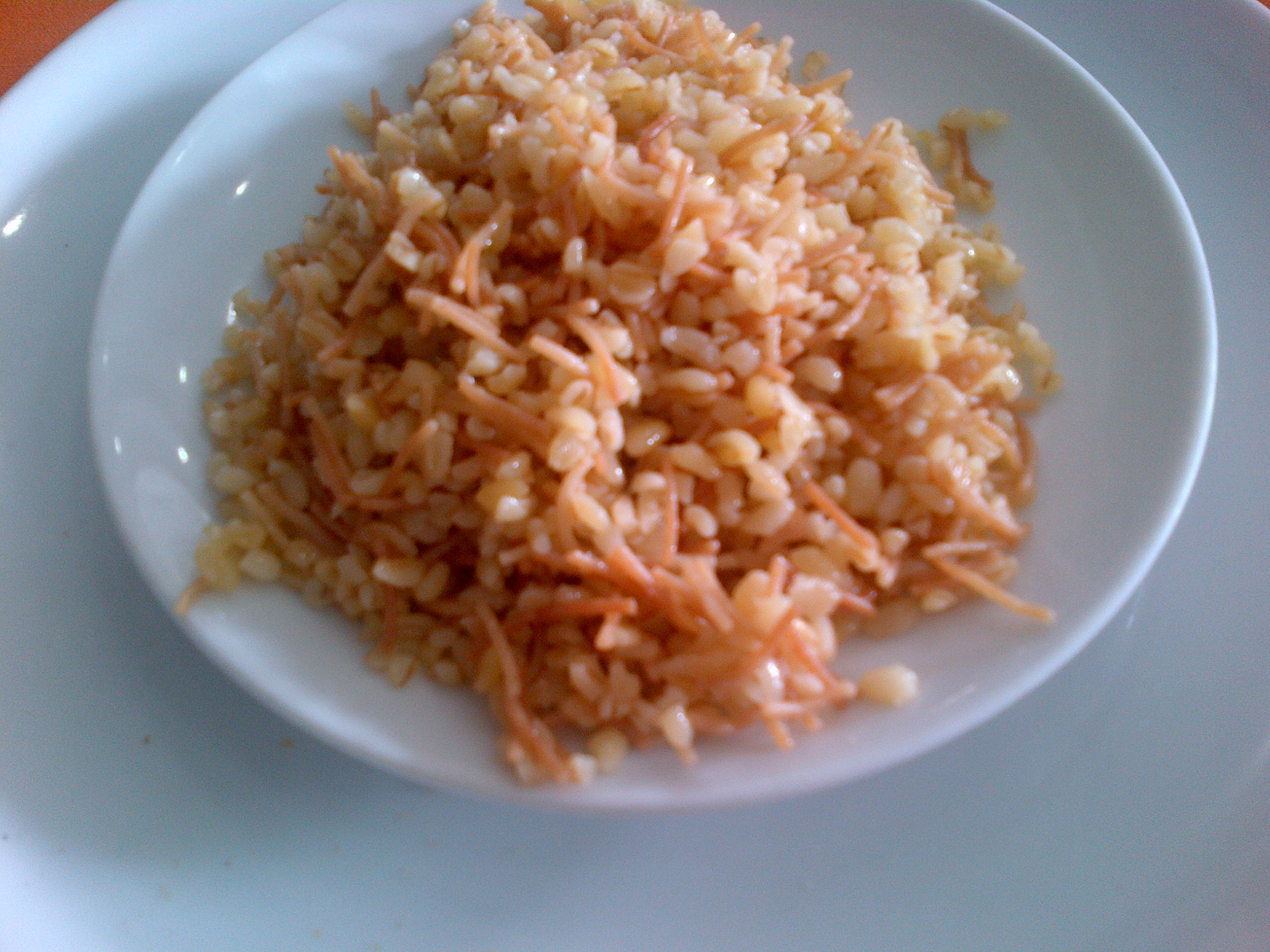
ブルグルのピラフ
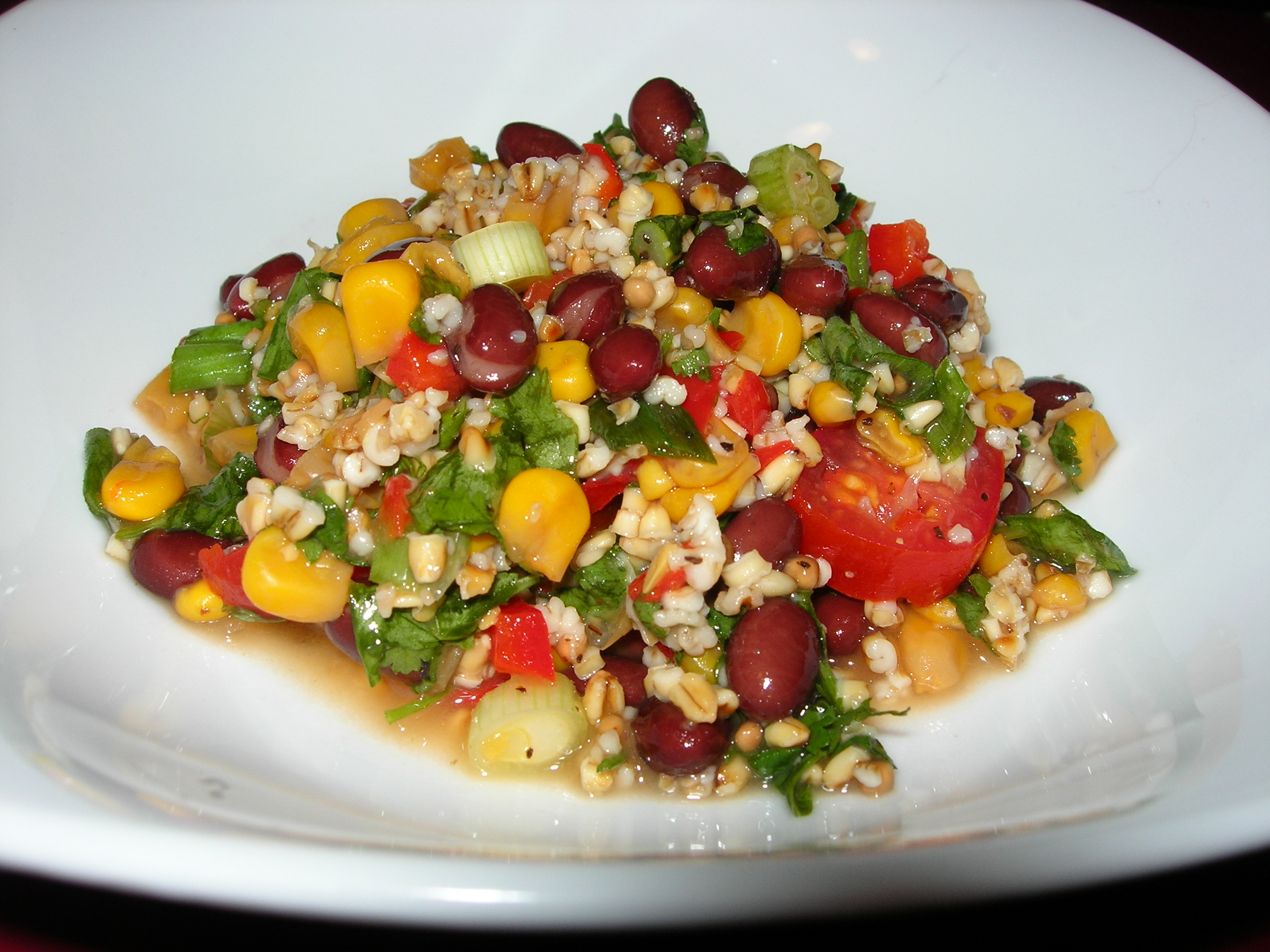
豆類とブルグルのサラダ
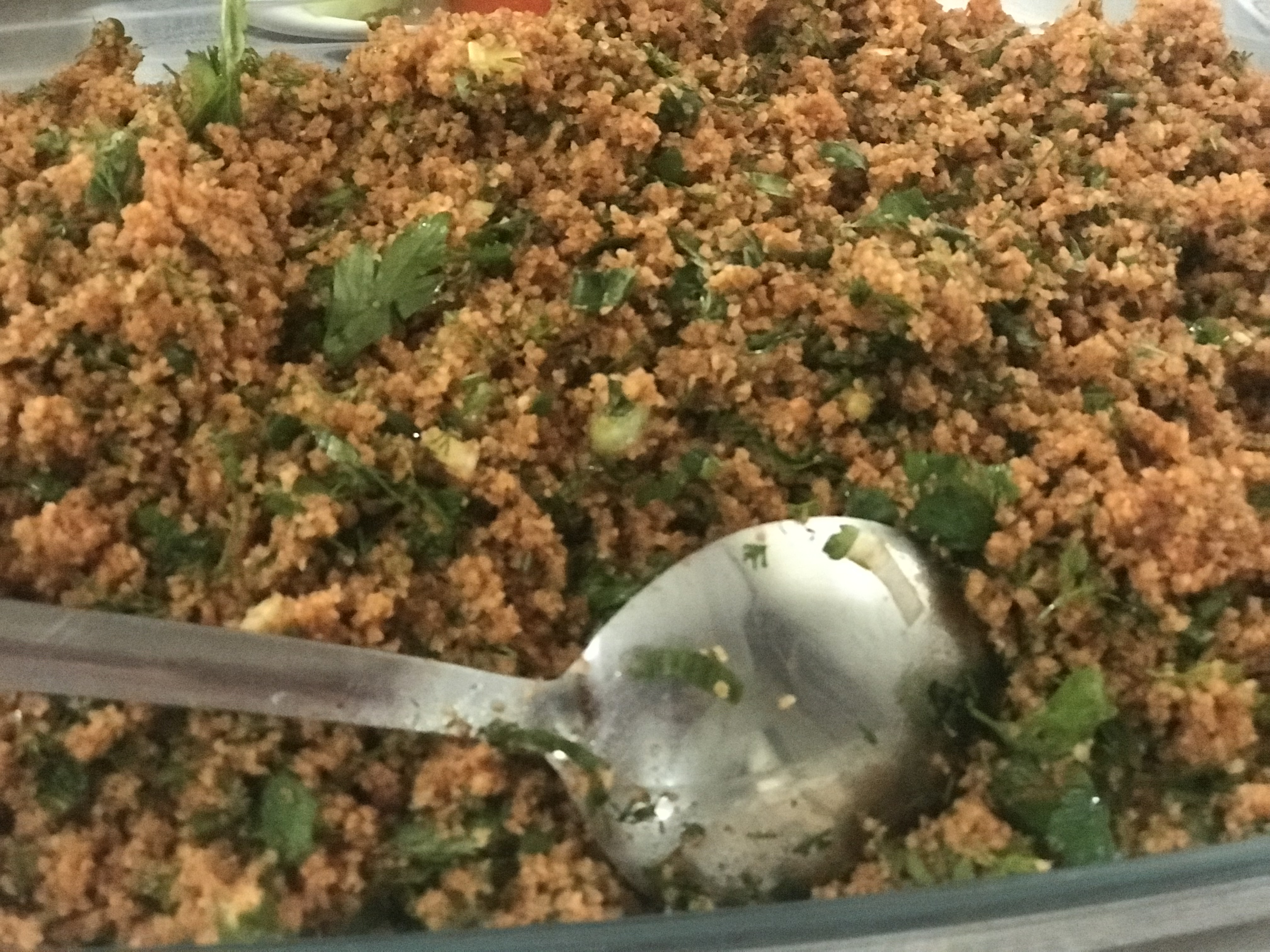
ブルグルのサラダ
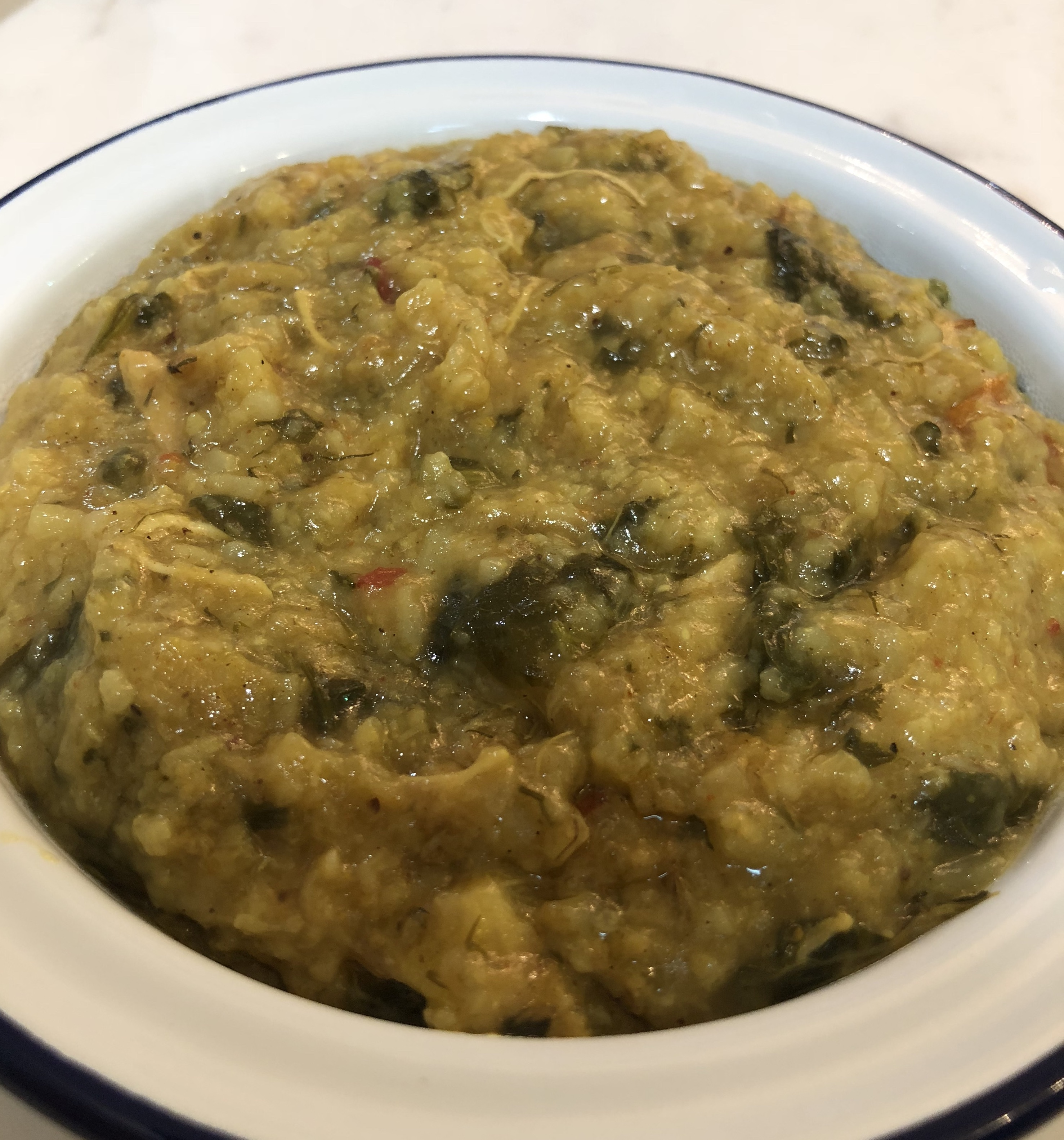
Madrouba